# Koresand (Denemarken)
Koresand is een circa 20 km² grote zandbank in de Deense Waddenzee ten zuidwesten van Mandø, die zich uitstrekt naar het zuiden tot het Juvre Diep bij Rømø. Koresand is een hedendaags voorbeeld van een hoogwatervlakte die groeit in de richting van een mogelijke ontwikkeling tot een barrière-duineiland. De zandbank wordt bij storm overspoeld, wat de groei van planten en de vorming van permanente duinen verhindert. De naam Korre is een West-Jutse benaming voor een speciaal visnet.
Koresand is bij vloed een eiland, maar wordt bij eb landvast met Mandø. Men kan ongeveer drie uur op de zandbank verblijven voordat het hoogwater Koresand van Mandø en Mandø van het vasteland afsluit.
Op het zuidelijke deel richting het Juvre Diep bij Rømø is een zeehondenreservaat, waar men op afstand met een verrekijker de zeehonden kan observeren. Tussen Mandø en Koresand, in de buurt van de diepwatergeul Kanenslunde die in de Noordzee uitmondt, kan men tijdens het trekseizoen grote concentraties trekvogels zien. In 2007 werd er op het westelijke deel een kleine kolonie sternen gelokaliseerd en in 2008 werden er 9 paar geteld.
Koresand verandert voortdurend van uiterlijk en is de afgelopen eeuwen groter geworden. Sinds 1970 is de hoogwatervlakte uitgegroeid tot meer dan 20 km². Ter vergelijking: de oppervlakte van Mandø binnen de dijken en duinen is ongeveer 6 km².

## Geschiedenis
De bewoners van Mandø kochten Koresand van Christian IV voor 400 rijksdaalders.
Een sage vertelt dat Koresand tot de stormvloed van 1634 bewoond was. Op Koresand zou een stad hebben gelegen die Corre By (Korre By) heette, en vier mijl ten westen daarvan zou een stad hebben gelegen die Knokkeby heette. Beide steden verdwenen in de zee. Maar zeven mannen van Koresand waren tijdens de stormvloed op Fanø, en zij vestigden zich op Mandø en begonnen het eiland met dijken te beschermen.
Vroeger haalden de bewoners van Mandø hun brandhout op Koresand. Er lag zoveel drijfhout op de zandbank dat ze er de huizen van het eiland in de winter mee konden verwarmen. Het drijfhout was bij slecht weer overboord geslagen van schepen die hout als deklading vervoerden.
Er zijn in de loop der jaren ook veel walvisstrandingen geweest op de hoogwatervlakte, bijvoorbeeld die van maart 1996, toen 3 potvissen aanspoelden op Koresand.
Op 21 april om 2.42 uur in 1943 werd de Engelse bommenwerper Handley Page Halifax (HAL HR714) neergeschoten door een Duitse nachtjager op de zuidwestelijke hoek van Koresand. De zevenkoppige bemanning kwam om en werd op 30 april 1943 begraven op de begraafplaats Fovrfeld bij Esbjerg. De omgekomenen waren: Andrew P. Deighton, Robert Watson, Anthony Luke, Thomas Pearson, Robert C. Douglas, John B. Watt en Raymond G. Hume.
Op 18 juni 2010 kantelde een door een tractor getrokken toeristenwagen op weg naar Koresand, in een meter breed en 50 cm diep gat in de Waddenzee tussen Mandø en Koresand. Drie mensen kwamen om het leven en 36 raakten gewond. Het gat is waarschijnlijk ontstaan in verband met de ijsgang in de winter. Het gat is later weer opgevuld met materiaal dat losser is dan het omliggende materiaal. Er is inmiddels weer toestemming gegeven om naar Koresand te rijden.

## Toerisme
Wie naar Koresand wil, kan zelf van en naar Mandø rijden via de toegangsweg vanaf Vester Vedsted, of de tractorbus naar Mandø nemen vanaf Vester Vedsted bij Ribe. De weg wordt normaal gesproken twee keer per dag door het getij overstroomd. De lokale supermarkt Mandø Brugs geeft informatie over de getijden. Vanuit Mandø Brugs worden er van mei tot oktober tochten van ongeveer 2 uur naar Koresand georganiseerd met een tractorbus. In de zomer zijn er goede zwemmogelijkheden bij de open Noordzee aan de westkant van Koresand. Met de juiste windrichting is het mogelijk om barnsteen te vinden. Op het zuidelijke deel richting het Juvre Diep bij Rømø is een zeehondenreservaat, waar men op afstand met een verrekijker de zeehonden kan observeren.

## Afbeeldingen

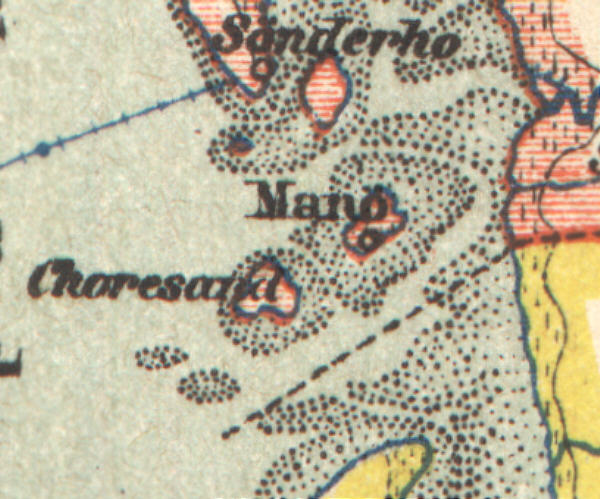
Koresand op een kaart uit 1880
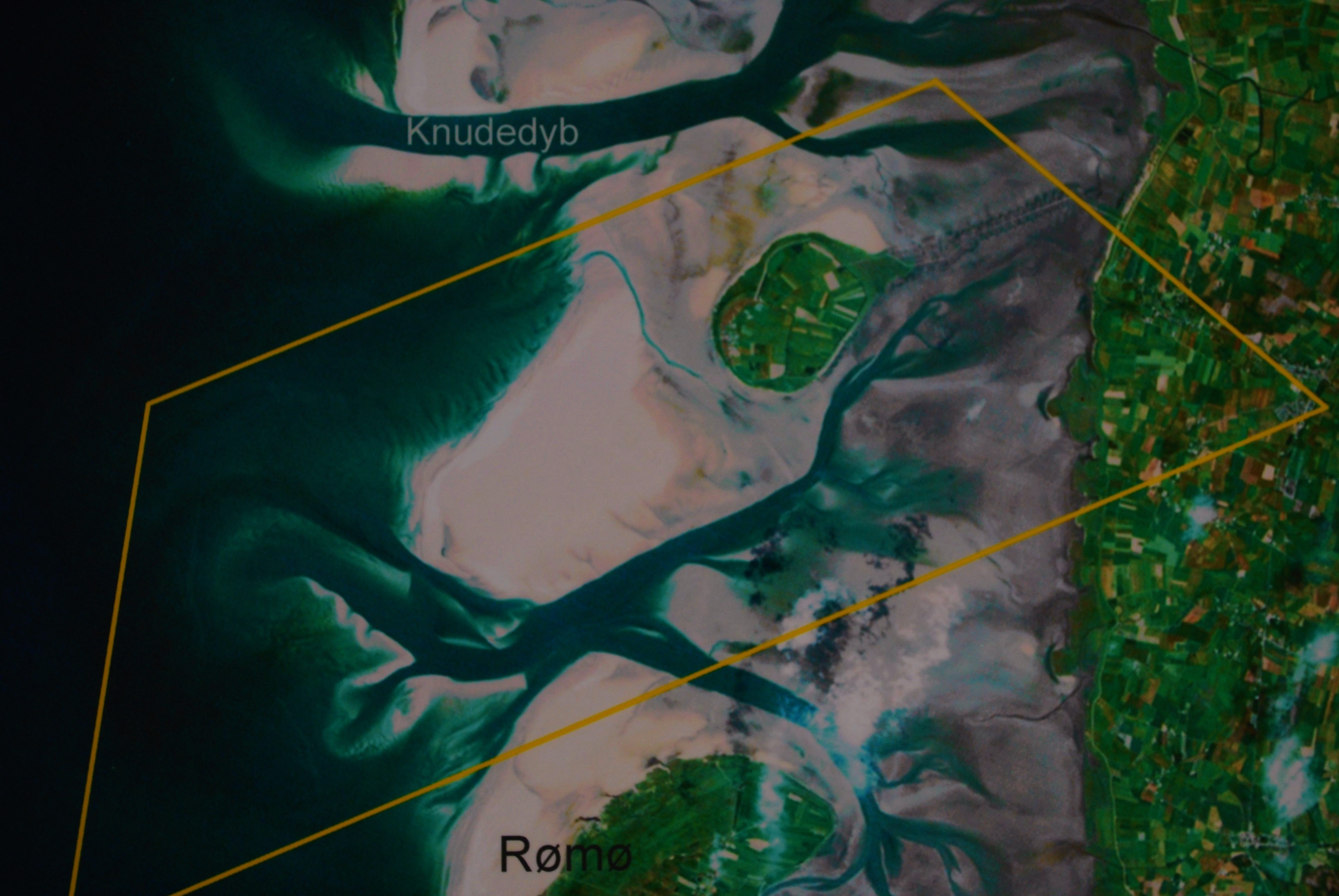
Luchtfoto van Koresand en Mandø
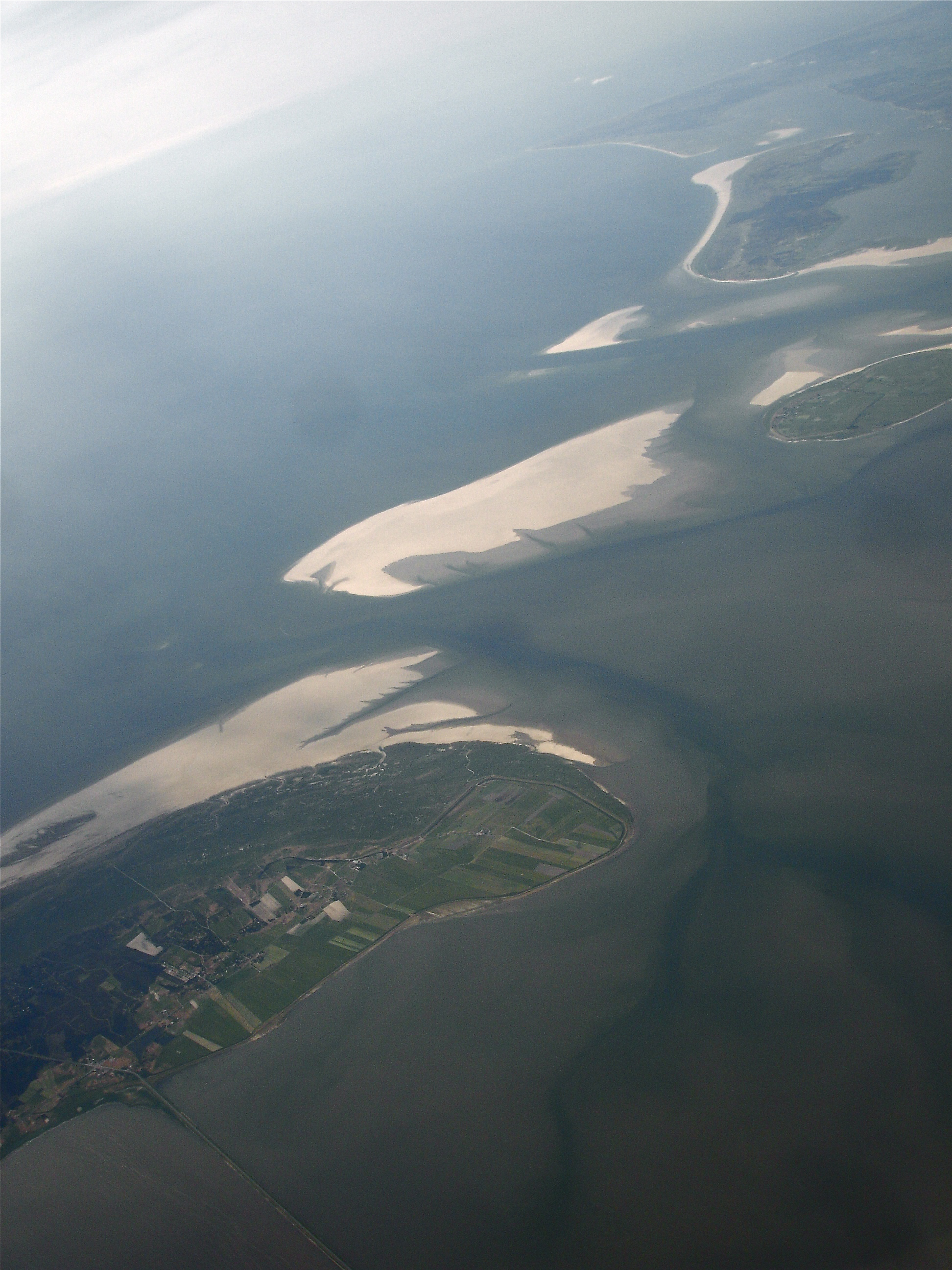
Koresand
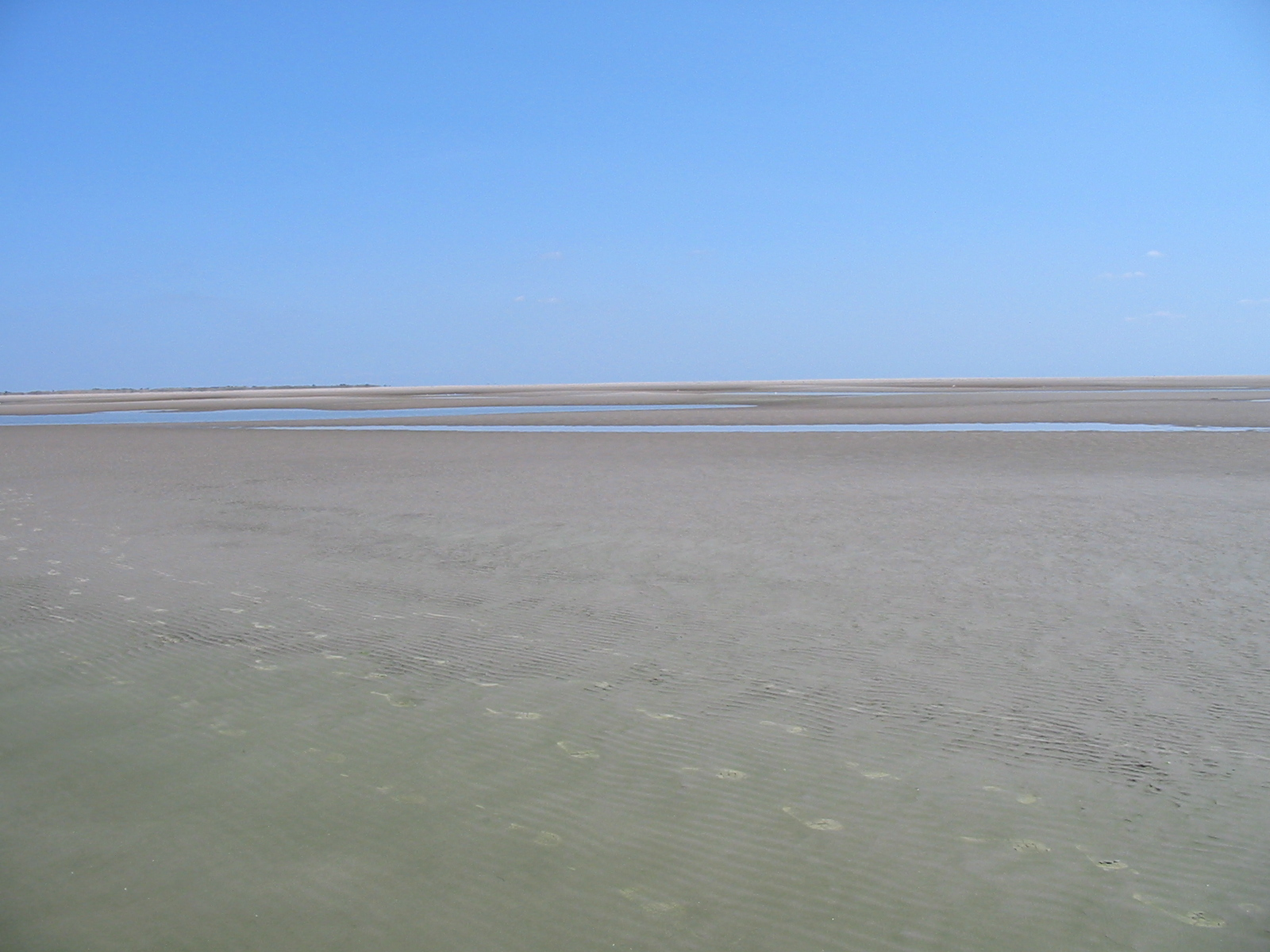
Koresand bij eb
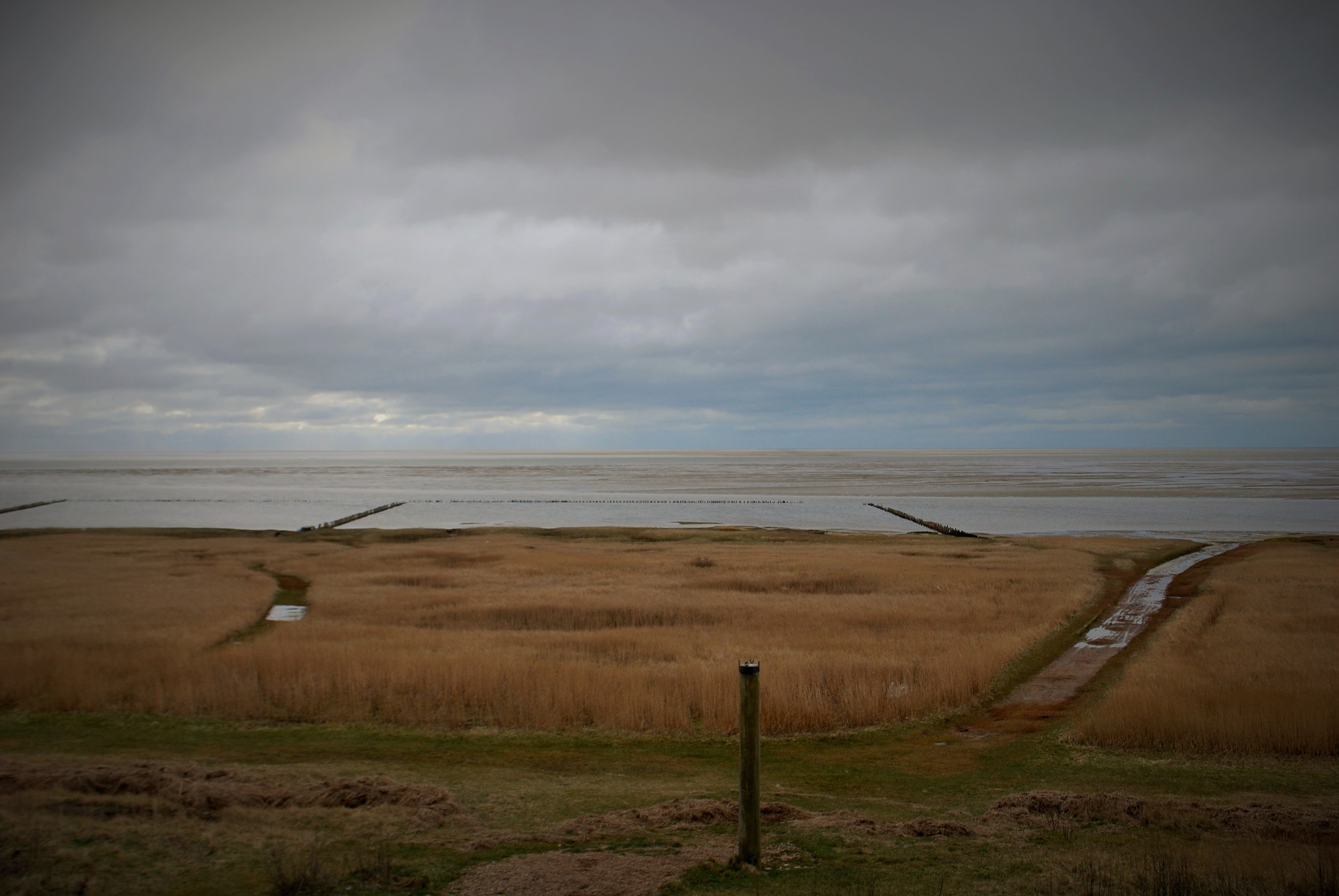
Ten westen van de stad Mandø. Op de voorgrond de Stormvloedkolom. Op de achtergrond is Koresand te zien.

## Externe referenties
- Koresand Arkiveret
- Bos en natuur Koresand
- De tractorbus naar Koresand Arkiveret
- RAF-bommenwerper, Koresand